# Eleições estaduais em São Paulo em 1962
As eleições estaduais em São Paulo em 1962 ocorreram em 7 de outubro como parte das eleições gerais em 22 estados e nos territórios federais do Amapá, Rondônia e Roraima. Foram eleitos o governador Ademar de Barros, o vice-governador Laudo Natel, os senadores Auro de Moura Andrade e Lino de Matos, além de 59 deputados federais e 115 deputados estaduais.
Médico natural de Piracicaba, Ademar de Barros formou-se pela Universidade Federal do Rio de Janeiro em 1923 e trabalhou na Fundação Osvaldo Cruz antes de alistar-se em prol da Revolução Constitucionalista de 1932 e nisso recebeu a patente de capitão, contudo a derrota dos revoltosos o fez asilar-se na Argentina e no Paraguai. Sua carreira política teve início em 1934 quando elegeu-se deputado estadual. Mesmo a instauração do Estado Novo não o impediu sua nomeação como interventor federal em São Paulo pelo presidente Getúlio Vargas em 1938, cargo que exerceu durante três anos. Com o fim da Era Vargas, Ademar de Barros articulou a criação do PSP e por esta legenda foi eleito governador de São Paulo em 1947. Derrotado ao tentar retornar aos Campos Elíseos em 1954, elegeu-se prefeito de São Paulo no dia 24 de março de 1957, tomou posse em 8 de abril do referido ano e em 1958 colheu novo infortúnio ao disputar o governo paulista, tendo perdido também as eleições presidenciais de 1955 e 1960. Afinal retornou para o governo estadual ao vencer as eleições de 1962, porém seu mandato terminou em 6 de junho de 1966 ao ser cassado por ordem do presidente Castelo Branco e três anos depois o governador deposto morreria em Paris.
Colega de Amador Aguiar quando ambos trabalhavam no extinto Banco Noroeste, o economista Laudo Natel graduou-se na Universidade de São Paulo numa época em que integrava a diretoria do Bradesco. Natural de São Manuel, ocupou uma cadeira na diretoria da Associação Comercial de São Paulo, foi diretor do Sindicato dos Bancos de São Paulo e presidiu a comissão bancária do Conselho Monetário Nacional, mas ficou conhecido ao ocupar a tesouraria do São Paulo Futebol Clube e nessa condição viabilizou a construção do Estádio do Morumbi. Presidente do referido clube durante doze anos a partir de 1958, estreou na política ao eleger-se vice-governador de São Paulo à revelia das candidaturas de Ademar de Barros e Jânio Quadros. Eleito via PR em 1962, Laudo Natel migrou para o PL tendo perdido a eleição à prefeitura de São Paulo em 1965. Cassado o governador Ademar de Barros, o Regime Militar de 1964 apoiou a ascensão de Laudo Natel ao poder.

## Resultado da eleição para governador
Foram apurados 3.133.831 votos nominais.
| Candidatos a governador do estado | Candidatos a vice-governador | Número | Partido/Coligação      | Votação   | Percentual |
| --------------------------------- | ---------------------------- | ------ | ---------------------- | --------- | ---------- |
| Ademar de Barros PSP              | Ver abaixo -                 | -      | PSP, PSD               | 1.249.414 | 39,87%     |
| Jânio Quadros PTN                 | Ver abaixo -                 | -      | PTN, MTR               | 1.125.941 | 35,93%     |
| José Bonifácio UDN                | Ver abaixo -                 | -      | UDN, PR, PDC, PTB, PRP | 722.823   | 23,06%     |
| Cid Franco PSB                    | Ver abaixo -                 | -      | PSB (sem coligação)    | 35.653    | 1,14%      |

## Resultado da eleição para vice-governador
Foram apurados 2.743.719 votos nominais.
| Candidatos a vice-governador | Candidatos a governador do estado | Número | Partido/Coligação   | Votação   | Percentual |
| ---------------------------- | --------------------------------- | ------ | ------------------- | --------- | ---------- |
| Laudo Natel PR               | Ver acima -                       | -      | PR (sem coligação)  | 1.200.807 | 43,77%     |
| Faria Lima PTN               | Ver acima -                       | -      | PTN, MTR            | 944.604   | 34,43%     |
| Teotônio de Barros PSP       | Ver acima -                       | -      | PSP, PSD            | 543.411   | 19,80%     |
| Remo Forli PSB               | Ver acima -                       | -      | PSB (sem coligação) | 54.897    | 2,00%      |

## Biografia dos senadores eleitos

### Auro de Moura Andrade
Aluno da Escola Normal Caetano de Campos, o advogado Auro de Moura Andrade formou-se na Universidade de São Paulo e também foi jornalista. Opositor da Era Vargas, lutou na Revolução Constitucionalista de 1932. Nascido em Barretos, foi eleito para o corpo diretor da Associação Comercial de São Paulo em 1944, ingressou na UDN um ano depois sendo eleito deputado estadual em 1947 e deputado federal em 1950. Militante fugaz do PTB, migrou para o PTN sendo eleito senador em 1954. Derrotado ao disputar o governo de São Paulo via PST em 1958, foi eleito presidente do Senado Federal em 1961 dirigindo a Câmara Alta do parlamento durante sete anos e nessa condição leu a renúncia do presidente Jânio Quadros em 25 de agosto de 1961. Reeleito senador via PSD em 1962, nas primeiras horas do golpe de estado que depôs o presidente João Goulart declarou vaga a presidência da República num gesto que sacramentou a vitória do Regime Militar de 1964.

### Lino de Matos
Professor, corretor de imóveis e diretor-geral da Escola Técnica de Comércio e da Escola Comercial de São Paulo, Lino de Matos nasceu em Ipaussu e se diplomou em economia pela Universidade de São Paulo. Partícipe da Revolta Paulista de 1924, Revolução de 1930 e a Revolução Constitucionalista de 1932, foi sindicalista por um breve período. Correligionário de Ademar de Barros desde 1938 quando este foi nomeado interventor federal em São Paulo, filiou-se ao PSP elegendo-se deputado estadual em 1947 e 1950 e foi secretário de Educação no governo Lucas Nogueira Garcez. Em 1954 foi eleito senador por São Paulo e em maio de 1955 elegeu-se prefeito da capital paulista numa disputa convocada por causa da renúncia do prefeito e vice-prefeito que se elegeram em 1953. A gestão de Lino de Matos no Palácio das Indústrias terminou quando o mesmo renunciou a fim de preservar seu mandato no Senado Federal, do qual apenas se licenciara, e assim o vice-prefeito Wladimir de Toledo Piza assumiu a prefeitura. Por fim, Lino de Matos foi reeleito senador pelo PTN em 1962.

## Resultado da eleição para senador
Foram apurados 4.645.822 votos nominais.
| Candidatos a senador da República | Primeiro suplente de senador | Número | Partido/Coligação   | Votação   | Percentual |
| --------------------------------- | ---------------------------- | ------ | ------------------- | --------- | ---------- |
| Auro de Moura Andrade PSD         | Miguel Leuzzi PSD            | -      | PSP, PSD, PRP       | 1.060.677 | 22,83%     |
| Lino de Matos PTN                 | Lineu Gomes PTN              | -      | PTN, MTR            | 966.163   | 20,80%     |
| Queiroz Filho PDC                 | José Cassab PDC              | -      | PDC, PTB            | 678.789   | 14,61%     |
| Abreu Sodré UDN                   | Lélio Pizza Filho UDN        | -      | UDN (sem coligação) | 607.932   | 13,08%     |
| Mário Beni PRP                    | Figueiredo Ferraz PSP        | -      | PSP, PSD, PRP       | 570.651   | 12,28%     |
| Alípio Correia Neto MTR           | Salim Sedeh MTR              | -      | MTR (sem coligação) | 538.789   | 11,60%     |
| Nelson Omegna PTB                 | Paulo Guilherme Martins PTB  | -      | PDC, PTB            | 172.704   | 3,72%      |
| Marcelino Serrano PSB             | Paulo Thadeu PSB             | -      | PSB (sem coligação) | 50.117    | 1,08%      |

## Deputados federais eleitos
São relacionados os candidatos eleitos com informações complementares da Câmara dos Deputados.

Representação eleita
  PTB: 9
  PDC: 9
  PSP: 9
  PSD: 8
  PTN: 7
  UDN: 7
  PRT: 3
  PST: 2
  PR: 2
  MTR: 2
  PRP: 1

| Deputados federais eleitos | Partido | Votação | Percentual | Cidade onde nasceu       | Unidade federativa |
| Emilio Carlos              | PTN     | 153.999 |            | Catanduva                | São Paulo          |
| Ranieri Mazzilli           | PSD     | 67.112  |            | Caconde                  | São Paulo          |
| Cantídio Sampaio           | PSP     | 64.860  |            | São Paulo                | São Paulo          |
| Franco Montoro             | PDC     | 62.463  |            | São Paulo                | São Paulo          |
| Cunha Bueno                | PSD     | 59.442  |            | São Paulo                | São Paulo          |
| Yukishigue Tamura          | PSD     | 53.191  |            | São Paulo                | São Paulo          |
| João Batista Ramos         | PTB     | 43.878  |            | Queluz                   | São Paulo          |
| Paulo de Tarso Santos      | PDC     | 43.729  |            | Araxá                    | Minas Gerais       |
| Amaral Furlan              | PSD     | 42.658  |            | Sertãozinho              | São Paulo          |
| Plínio de Arruda Sampaio   | PDC     | 41.861  |            | São Paulo                | São Paulo          |
| Herbert Levy               | UDN     | 41.151  |            | São Paulo                | São Paulo          |
| Rui Amaral                 | PRT     | 39.172  |            | Santos                   | São Paulo          |
| Plínio Salgado             | PRP     | 37.036  |            | São Bento do Sapucaí     | São Paulo          |
| Teófilo Andrade            | PDC     | 36.757  |            | São João da Boa Vista    | São Paulo          |
| Padre Godinho              | UDN     | 35.371  |            | Carmo da Cachoeira       | Minas Gerais       |
| Geraldo Santos             | PTB     | 35.000  |            | [ nota 15 ]              | [ nota 15 ]        |
| Ulysses Guimarães          | PSD     | 34.191  |            | Itirapina                | São Paulo          |
| Adib Chammas               | PSP     | 33.027  |            | Itapuí                   | São Paulo          |
| Francisco Scarpa           | PDC     | 32.452  |            | Sorocaba                 | São Paulo          |
| Mário Covas                | PST     | 30.976  |            | Santos                   | São Paulo          |
| Ivete Vargas               | PTB     | 28.067  |            | São Borja                | Rio Grande do Sul  |
| Antônio de Barros          | PSP     | 27.791  |            | São Paulo                | São Paulo          |
| André Broca Filho          | PSP     | 26.716  |            | Guaratinguetá            | São Paulo          |
| Rio Branco Paranhos        | PTB     | 26.231  |            | Catalão                  | Goiás              |
| Athiê Jorge Coury          | PDC     | 25.391  |            | Itu                      | São Paulo          |
| Arnaldo Cerdeira           | PSP     | 24.951  |            | Manaus                   | Amazonas           |
| Harry Normanton            | PTN     | 24.909  |            | Jundiaí                  | São Paulo          |
| Ernesto Pereira Lopes      | UDN     | 24.612  |            | São Paulo                | São Paulo          |
| Francisco Morato           | UDN     | 23.807  |            | Vargem Grande do Sul     | São Paulo          |
| Lino Morganti              | PRT     | 20.957  |            | São Paulo                | São Paulo          |
| Lauro Cruz                 | UDN     | 20.715  |            | Santos                   | São Paulo          |
| Carvalho Sobrinho          | PSP     | 20.104  |            | Alfenas                  | Minas Gerais       |
| Paulo Mansur               | PTB     | 19.933  |            | Igarapava                | São Paulo          |
| Levi Tavares               | PSD     | 19.731  |            | Juiz de Fora             | Minas Gerais       |
| Ferreira Martins           | PSP     | 19.649  |            | Santos                   | São Paulo          |
| Celso Amaral               | PTB     | 18.280  |            | Assis                    | São Paulo          |
| Evaldo Pinto               | MTR     | 18.128  |            | São Manuel               | São Paulo          |
| Maurício Goulart           | PTN     | 17.546  |            | Petrópolis               | Rio de Janeiro     |
| Hamilton Prado             | PTN     | 17.455  |            | Rio Claro                | São Paulo          |
| José Menck                 | PDC     | 17.290  |            | Paranapanema             | São Paulo          |
| José Resegue               | PTB     | 17.185  |            | Bariri                   | São Paulo          |
| Henrique Turner            | PDC     | 16.905  |            | Cruzeiro                 | São Paulo          |
| Derville Allegretti        | MTR     | 15.775  |            | Resende                  | Rio de Janeiro     |
| Geraldo de Barros          | PSP     | 15.150  |            | São Manuel               | São Paulo          |
| Pacheco Chaves             | PSD     | 15.061  |            | São Paulo                | São Paulo          |
| Sussumu Hirata             | UDN     | 15.011  |            | São Manuel               | São Paulo          |
| Campos Vergal              | PSP     | 14.837  |            | Serra Negra              | São Paulo          |
| Aniz Badra                 | PDC     | 14.783  |            | Santa Cruz das Palmeiras | São Paulo          |
| Luís Francisco             | PTN     | 14.148  |            | Cravinhos                | São Paulo          |
| Hélcio Maghenzani          | PTB     | 13.733  |            | São Paulo                | São Paulo          |
| Milo Cammarosano           | PR      | 13.479  |            | Boa Esperança do Sul     | São Paulo          |
| Rubens Paiva               | PTB     | 13.440  |            | Santos                   | São Paulo          |
| José João Abdalla          | PSD     | 12.693  |            | Guaratinguetá            | São Paulo          |
| Hugo Borghi                | PRT     | 12.385  |            | Campinas                 | São Paulo          |
| Dias Menezes               | PTN     | 12.261  |            | São Paulo                | São Paulo          |
| Afrânio de Oliveira        | UDN     | 12.200  |            | Uberaba                  | Minas Gerais       |
| Alceu de Carvalho          | PR      | 12.040  |            | Jaú                      | São Paulo          |
| Tufy Nassif                | PTN     | 9.255   |            | Franca                   | São Paulo          |
| Adrião Bernardes           | PST     | 7.270   |            | Baixa Grande             | Bahia              |

## Deputados estaduais eleitos
Estavam em jogo 115 vagas na Assembleia Legislativa de São Paulo.

Representação eleita
  PTN: 15
  PSP: 13
  PR: 13
  PDC: 12
  PTB: 12
  UDN: 11
  PST: 10
  PRT: 9
  PRP: 7
  PSD: 6
  MTR: 5
  PSB: 2

| Deputados estaduais eleitos     | Partido | Votação | Percentual | Cidade onde nasceu    | Unidade federativa |
| Conceição da Costa Neves        | PSD     | 32.097  |            | Juiz de Fora          | Minas Gerais       |
| Chaves Amarante                 | PTN     | 28.037  |            | Rio de Janeiro        | Rio de Janeiro     |
| Sílvio Lopes                    | PSP     | 21.236  |            | Santos                | São Paulo          |
| Solon Borges dos Reis           | PDC     | 19.116  |            | Casa Branca           | São Paulo          |
| Omair Zomignani                 | PTB     | 18.774  |            | Jundiaí               | São Paulo          |
| Lauro Gomes de Almeida          | PTB     | 18.614  |            |                       |                    |
| Camilo Ashcar                   | UDN     | 17.283  |            |                       |                    |
| Pedro Geraldo Costa             | PST     | 16.379  |            |                       |                    |
| Farabulini Júnior               | PTN     | 16.024  |            | São Paulo             | São Paulo          |
| Antônio Pinheiro Camargo Júnior | PSD     | 15.754  |            |                       |                    |
| Cid Franco                      | PSB     | 15.488  |            | Petrópolis            | Rio de Janeiro     |
| Araripe Serpa                   | PTN     | 15.201  |            | São Paulo             | São Paulo          |
| Roberto Cardoso Alves           | PDC     | 15.094  |            | Aparecida             | São Paulo          |
| Alfredo Farhat                  | PTN     | 14.665  |            |                       |                    |
| Mendonça Falcão                 | PST     | 14.410  |            | São Paulo             | São Paulo          |
| Leôncio Ferraz Junior           | PR      | 14.311  |            |                       |                    |
| Blota Júnior                    | PSP     | 14.093  |            | Ribeirão Bonito       | São Paulo          |
| Francisco Castillon             | UDN     | 13.912  |            |                       | Espanha            |
| José Felício Castellano         | PDC     | 13.702  |            | Rio Claro             | São Paulo          |
| Jacob Salvador Zveibil          | PR      | 13.569  |            |                       |                    |
| José Jorge Cury                 | PSD/PSP | 13.304  |            |                       |                    |
| César Arruda Castanho           | UDN     | 13.209  |            |                       |                    |
| Benedito Matarazzo              | PTB     | 12.759  |            |                       |                    |
| Cássio Ciampolini               | PR      | 12.588  |            |                       |                    |
| Israel Dias Novaes              | UDN     | 12.566  |            | Avaré                 | São Paulo          |
| Osvaldo Massei                  | PTN/MTR | 12.251  |            |                       |                    |
| Nicola Avallone Junior          | PDC     | 12.179  |            | Bauru                 | São Paulo          |
| Hilário Torloni                 | PSP     | 12.034  |            |                       |                    |
| Ciro Albuquerque                | PSP     | 11.954  |            |                       |                    |
| João Batista Botelho            | PTN/MTR | 11.951  |            |                       |                    |
| Orlando Zancaner                | PSP     | 11.808  |            | Catiguá               | São Paulo          |
| Shiro Kyono                     | PRP     | 11.753  |            | Yamaguchi             | Japão              |
| Chopin Tavares de Lima          | PDC     | 11.753  |            | Itapetininga          | São Paulo          |
| Waldemar Lopes Ferraz           | PSP     | 11.606  |            |                       |                    |
| Carlos Kerlakian                | PRP     | 11.204  |            |                       |                    |
| Altimar Ribeiro de Lima         | PTB     | 10.951  |            |                       |                    |
| Rui de Melo Junqueira           | PDC     | 10.818  |            |                       |                    |
| Domingos Lot Neto               | PDC     | 10.783  |            | Birigui               | São Paulo          |
| Arquimedes Lammoglia            | PR      | 10.705  |            |                       |                    |
| Rui de Almeida Barbosa          | PTN     | 10.508  |            | São Simão             | São Paulo          |
| Modesto Guglielmi               | PDC     | 10.491  |            |                       |                    |
| Francisco Scalamandre Sobrinho  | PTN     | 10.387  |            |                       |                    |
| Francisco Franco                | PR      | 10.201  |            |                       |                    |
| Januário Mantelli Neto          | PRT     | 9.992   |            |                       |                    |
| Nagib Chaib                     | PDC     | 9.945   |            |                       |                    |
| Valério Giuli                   | PDC     | 9.913   |            |                       |                    |
| Vicente Botta                   | PR      | 9.808   |            | São Carlos            | São Paulo          |
| José Rosa da Silva              | PTN/MTR | 9.621   |            |                       |                    |
| Paulo Planet Buarque            | PTN/MTR | 9.525   |            |                       |                    |
| Ângelo Zanini                   | PR      | 9.500   |            |                       |                    |
| Fernando Pires da Rocha         | PDC     | 9.435   |            |                       |                    |
| Semi Jorge Resegue              | PDC     | 9.421   |            |                       |                    |
| Sinval Antunes de Souza         | PSD/PSP | 9.358   |            |                       |                    |
| Juvenal Rodrigues de Moraes     | PSD     | 9.339   |            |                       |                    |
| Pedro Pascoal                   | PRT     | 9.254   |            |                       |                    |
| Benedito Realindo Corrêa        | PSP     | 9.170   |            |                       |                    |
| Maurício Leite de Moraes        | PTB     | 9.071   |            |                       |                    |
| Amaral Gurgel                   | PSD/PSP | 8.832   |            |                       |                    |
| Ademar Monteiro Pacheco         | PST     | 8.826   |            |                       |                    |
| João Hornos                     | PSD/PSP | 8.806   |            |                       |                    |
| Leônidas Ferreira               | PRT     | 8.763   |            |                       |                    |
| Osvaldo Rodrigues Martins       | PST     | 8.482   |            |                       |                    |
| Murilo de Souza Reis            | PTN/MTR | 8.396   |            |                       |                    |
| Renato Cordeiro                 | PR      | 8.327   |            |                       |                    |
| Pedro Carolo                    | PR      | 8.285   |            | Pontal                | São Paulo          |
| José Lurtz Sabiá                | MTR     | 8.284   |            | Juazeiro do Norte     | Ceará              |
| Alfredo Inácio Trindade         | PR      | 8.275   |            |                       |                    |
| Ubirajara Keutenedjian          | PST     | 8.039   |            | São Paulo             | São Paulo          |
| José Luiz Cembranelli           | UDN     | 7.977   |            |                       |                    |
| Manoel Joaquim Fernandes        | PSD/PSP | 7.877   |            |                       |                    |
| José Sidney da Cunha            | PR      | 7.875   |            |                       |                    |
| Francisco Amaral                | PTN     | 7.774   |            | Campinas              | São Paulo          |
| Costabile Romano                | PTB     | 7.738   |            |                       |                    |
| Ioshifumi Utiyama               | PSD/PSP | 7.655   |            | Lins                  | São Paulo          |
| Jamil Assuf Dualibi             | PRT     | 7.655   |            |                       |                    |
| Paulo Nakandakare               | PTB     | 7.652   |            | Itariri               | São Paulo          |
| Onofre Gosuen                   | PRP     | 7.583   |            |                       |                    |
| Antônio Donato                  | PTB     | 7.566   |            |                       |                    |
| Floro Pereira da Silva          | PTB     | 7.524   |            |                       |                    |
| José Costa                      | UDN     | 7.440   |            |                       |                    |
| Orlando Iazetti                 | PRP     | 7.435   |            |                       |                    |
| Homero Silva                    | UDN     | 7.422   |            | São Paulo             | São Paulo          |
| Domingos Aldrovandi             | PSP     | 7.380   |            | Piracicaba            | São Paulo          |
| Venicio Giachini                | PTN/MTR | 7.366   |            |                       |                    |
| Mário Teles                     | UDN     | 7.267   |            | São Paulo             | São Paulo          |
| Nadir Kenan                     | PTN/MTR | 7.220   |            |                       |                    |
| Antônio Morimoto                | PRT     | 7.210   |            | Promissão             | São Paulo          |
| Esmeraldo Tarquínio             | PTN/MTR | 7.193   |            | São Vicente           | São Paulo          |
| Nelson Pereira                  | UDN     | 7.175   |            |                       |                    |
| Cruz Secco                      | PSD/PSP | 7.161   |            |                       |                    |
| Juvenal de Campos               | PTN/MTR | 7.092   |            |                       |                    |
| Luiz Signorelli                 | PSD/PSP | 7.084   |            |                       |                    |
| Carlos René Egg                 | PRT     | 6.971   |            | Curitiba              | Paraná             |
| Diogo Nomura                    | PR      | 6.958   |            | Registro              | São Paulo          |
| Joaquim Gouveia Franco          | PTN/MTR | 6.934   |            |                       |                    |
| Nabi Abi Chedid                 | PRP     | 6.883   |            | Ramarith              | Líbano             |
| José Silveira Sampaio           | PRP     | 6.826   |            | Rio Claro             | São Paulo          |
| Osvaldo Santos Ferreira         | PR      | 6.823   |            |                       |                    |
| Augusto do Amaral               | PRT     | 6.801   |            |                       |                    |
| Galileu Bicudo                  | PST     | 6.628   |            |                       |                    |
| Wilson Lapa                     | PRP     | 6.625   |            |                       |                    |
| Paulo de Castro Prado           | UDN     | 6.513   |            |                       |                    |
| Jamil Gadia                     | PTN/MTR | 6.483   |            |                       |                    |
| Gustavo Martini                 | PRT     | 6.432   |            |                       |                    |
| Lúcio Casanova Neto             | PTN/MTR | 6.309   |            | Sertãozinho           | São Paulo          |
| Gualberto Moreira               | PRT     | 6.293   |            | Sorocaba              | São Paulo          |
| Fioravante Iervolino            | UDN     | 6.245   |            |                       |                    |
| Elio Bernardi                   | PTB     | 6.150   |            | São Bernardo do Campo | São Paulo          |
| Roberto Gebara                  | PST     | 6.080   |            | São Paulo             | São Paulo          |
| José Zollner Machado            | PTB     | 5.668   |            |                       |                    |
| Ariovaldo Roscitti              | PST     | 5.459   |            |                       |                    |
| José Garcia                     | PTB     | 5.153   |            |                       |                    |
| Jayme Daige                     | PST     | 5.152   |            |                       |                    |
| Hozair Mota Marcondes           | PST     | 4.986   |            |                       |                    |
| Raul Schwinden                  | PSB     | 3.329   |            |                       |                    |